# I Don't Want Nobody to Give Me Nothing
I Don't Want Nobody to Give Me Nothing (Open Up the Door, I'll Get It Myself) (in italiano: "Non voglio niente da nessuno (Apri la porta, me lo prendo da me"), è un brano musicale scritto e registrato da James Brown, fu pubblicato come singolo a due facciate nel 1969 e nel 1970 ne fu incisa una versione dal vivo nell'album Sex Machine.

## Storia e significato
(James Brown, 1969)
Questo brano è stato scritto in periodo in cui infuriavano le lotte degli afroamericani per riscattare i propri diritti. Infatti nonostante l'approvazione del Civil Rights Act del 1964 che, tra le altre cose, aveva abolito la Segregazione razziale nelle scuole ed l'approvazione nel 1965 del Voting Rights Act, promosso da Martin Luther King, in cui veniva abolita la discriminazione per le votazioni negli USA. Tuttavia la strada per la completa integrazione degli afroamericani è ancora lunga. James Brown, per promuovere l'autostima degli afroamericani, nel 1968 aveva creato un brano il cui testo era basato principalmente sul mantra che dava il titolo alla canzone Say It Loud - I'm Black and I'm Proud (in italiano:Dillo forte: sono nero e ne sono fiero).
Con questo brano, oltre a promuovere l'autostima e l'uguaglianza, dice al suo popolo di non confidare sulle eventuali risposte del Governo degli Stati Uniti, bensì di darsi da fare in prima persona per ottenere il proprio riscatto sociale.
(James Brown, 1969)